# Pawłowiczki (gemeente)
De gemeente Pawłowiczki is een landgemeente in het Poolse woiwodschap Opole, in powiat Kędzierzyńsko-Kozielski.
De zetel van de gemeente is in Pawłowiczki.
Op 30 juni 2004 telde de gemeente 8468 inwoners.

## Oppervlakte gegevens
In 2002 bedroeg de totale oppervlakte van gemeente Pawłowiczki 153,58 km², waarvan:
- agrarisch gebied: 89%
- bossen: 5%

De gemeente beslaat 24,56% van de totale oppervlakte van de powiat.

## Demografie
Stand op 30 juni 2004:
| Omschrijving                   | Totaal | Totaal | Vrouwen | Vrouwen | Mannen | Mannen |
| ------------------------------ | ------ | ------ | ------- | ------- | ------ | ------ |
| eenheid                        | aantal | %      | aantal  | %       | aantal | %      |
| inwoners                       | 8468   | 100    | 4266    | 50,4    | 4202   | 49,6   |
| bevolkingsdichtheid (inw./km²) | 55,1   | 55,1   | 27,8    | 27,8    | 27,4   | 27,4   |

In 2002 bedroeg het gemiddelde inkomen per inwoner 1277,01 zł.

## Plaatsen
Borzysławice,
Chrósty,
Dobieszów,
Dobrosławice,
Gościęcin,
Grodzisko,
Grudynia Mała, Grudynia Wielka,
Jakubowice,
Karchów,
Kózki,
Ligota Wielka,
Mierzęcin,
Maciowakrze,
Milice,
Naczęsławice,
Ostrożnica,
Przedborowice,
Radoszowy,
Trawniki,
Ucieszków,
Urbanowice.

## Aangrenzende gemeenten
Baborów, Głogówek, Głubczyce, Polska Cerekiew, Reńska Wieś